# 塞沃倫

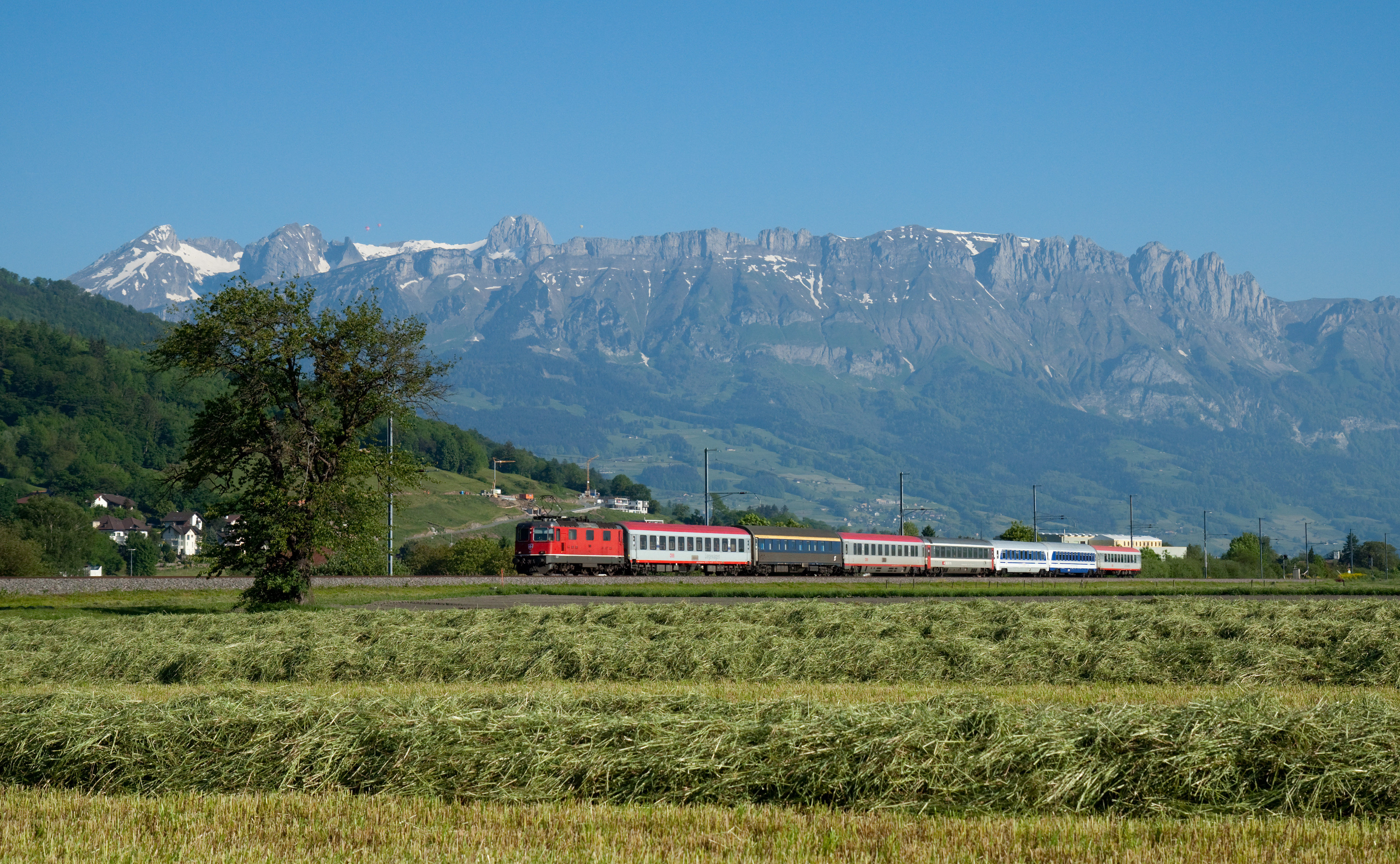

塞沃倫是瑞士的城鎮，位於該國東北部，由聖加侖州負責管轄，面積30.34平方公里，海拔高度460米，2011年人口4,660，四成半人口信奉基督教，人口密度每平方公里154人。

## 外部連結
- Official website （页面存档备份，存于） （德文）